# Серанган
Сера́нган (индон. Pulau Serangan — остров Серанган) — остров в составе Малайского архипелага, находящийся у южной оконечности Бали, с которым он соединён мостом. Территория острова входит в состав муниципалитета Денпасара — административного центра индонезийской провинции Бали.
Население — 3780 человек. В конце XX — начале XXI века площадь острова была в несколько раз увеличена за счёт засыпки и осушения прилегающих акваторий и на начало 2010-х годов составляет около 0,49 км². Процесс увеличения территории привёл к серьёзным экологическим и социально-экономическим проблемам.
На острове находится храм Сакенан — одно из наиболее почитаемых индуистских святилищ Бали, а также Центр по изучению морских черепах. Местными властями предпринимаются активные усилия по развитию здесь индустрии туризма.

## Географическое положение
Серанган расположен в непосредственной близости от южной оконечности Бали — самого западного из
Малых Зондских островов, входящих в состав Малайского архипелага. От Бали остров отделён двумя проливами по 300—400 м шириной, между которыми находится залив Беноа. Северный пролив, через который наведён автодорожный мост, проходит вдоль юго-восточного побережья Бали, южный — вдоль оконечности мыса Беноа, отходящего от полуострова Букит, который представляет собой южную оконечность Бали. Северное и восточное побережье острова выходят на пролив Бадунг. Все омывающие Серанган водные пространства относятся к акватории Индийского океана.
Изначальная площадь Серангана составляла 0,112 км², однако в результате масштабной засыпки и осушения прилегающих акваторий, проводившихся с 1996 по 2009 год, она увеличилась более чем в четыре раза — до 0,49 км². Как в своём первозданном, так и в современном виде остров имеет весьма сложную форму: в нескольких местах в него врезаются глубокие извилистые заливы, фактически рассекающие его на несколько полуостровов. Северо-западная часть острова, на которой сосредоточены жилые массивы местного населения (чуть более 10 % площади), отделена от остальной его территории искусственным каналом шириной 10 м, через который наведено несколько мостов.
Если изначально территория острова была вытянута с северо-запада на юго-восток, то в настоящее время она вытянута с юго-запада на северо-восток. Максимальная протяжённость Серангана в соответствующем направлении составляет около 3,7 км, максимальная ширина — около 2,2 км, длина береговой линии — около 20 км.

## Природные условия
Основа острова сформирована коренными породами, на которые естественным образом было намыто значительное количество песка. Увеличение острова производилось также преимущественно за счёт насыпания морского песка. Остров сохранил свой изначальный низменный рельеф: максимальная высота территории над уровнем моря составляет всего 3 м.
К моменту начала расширения большая часть территории острова была покрыта травянистой и кустарниковой растительностью. На многих участках побережья имелись мангровые заросли. Кроме того, 85 гектаров занимали сады и земледельческие угодья.
Процесс увеличения территории острова сопровождался значительными экологическими проблемами. Кардинальное изменение очертаний острова и рельефа окружающего его морского дна привело к значительному сокращению мангровых зарослей, массы прибрежных морских водорослей, а также основной ихтиофауны окружающей остров акватории. Кроме того, была нарушена система залегания грунтовых вод, что привело к засыханию либо поражению различными заболеваниями значительной части местной растительности. В 2010-х годах ситуация была несколько улучшена за счёт проведения мелиоративных мероприятий, а также высадки на острове нескольких тысяч деревьев, в основном кокосовых пальм и различных видов альбиции.
На побережье Серангана издавна обитает большая колония зелёных черепах. В 2006 году здесь при поддержке Всемирного фонда дикой природы был открыт Центр по защите и изучению черепах (англ. The Turtle Conservation and Education Center). При этом работы по насыпанию новых территорий привели к существенному снижению численности черепах, хотя именно создание благоприятных условий для их жизни и размножения декларировалось в качестве одной из основных целей увеличения территории острова.

## Административная принадлежность
Территория острова выделена в качестве административно-территориальной единицы низшего уровня — поселения (индон. kelurahan) с одноимённым названием, входящего в состав района Южный Денпасар, который, в свою очередь, является частью муниципалитета Денпасара — административного центра провинции Бали. Поселение включает семь небольших деревень, расположенных в северной части острова: Понджо́к, Ка́я, Кава́н, Тенга́х, Пеке́н, Дуку́ и Кампу́нг-Бу́гис.

## Население
Население Серангана, по состоянию на 2014 год, составляет 3780 человек, в том числе 1860 мужчин и 1920 женщин, которые образуют 942 семьи. Чуть более 90 % из них составляют коренные жители — балийцы, более 9 % населения — бугисы и менее 1 % — выходцы с острова Флорес. Бугисы, компактно проживающие в деревне Кампунг-Бугис (индон. Kampung Bugis, буквально — «Бугийская деревня») являются потомками мореплавателей, обосновавшихся на Серангане в XVII веке, флоресцы переселились на остров в XX веке. Соответственно, конфессиональный состав островитян многообразен: балийцы поголовно являются индуистами, бугисы — мусульманами, флоресцы — христианами-католиками.
Главным святилищем местной индуистской общины является храм Сакенан (индон. Pura Sakenan), расположенный в северо-западной части острова. Построенный в начале XI века, он почитается в качестве одного из главных индуистских святилищ Бали. В дни празднования нового года по балийскому календарю Сакенан традиционно становится объектом паломничества верующих со всего острова и местом проведения особо торжественных религиозных церемоний. Ранее балийцы добирались к храму по воде, в результате чего в новогодние праздники в проливе формировались целые флотилии лодок. Однако после строительства моста, соединившего Серанган с Бали, основным средством передвижения паломников стал автомобильный транспорт.
Помимо Сакенана, на острове имеется ещё несколько индуистских храмов, а также мечеть, расположенная в деревне Кампунг-Бугис. Небольшая католическая община острова по состоянию на 2014 год своего религиозного сооружения не имеет.

## Хозяйственная деятельность
Исторически основным занятием островитян является рыболовство и сбор морских водорослей — местные виды последних пользуются спросом как пищевой продукт, а также в качестве сырья для изготовления традиционных лекарственных средств. Однако традиционный хозяйственный уклад островитян был кардинально нарушен после увеличения территории Серангана. Местные жители лишились доступа к 17,5 км из 20 км побережья острова, которые оказались в распоряжении девелоперской компании «Бали тёртл айленд девелопмент» (англ. Bali Turtle Island Development), финансировавшей работы по насыпанию новых территорий и развернувшей на них строительство крупного курортно-туристического комплекса. Кроме того, продуктивность рыболовства и сбора водорослей существенно понизилась в результате подвижек, произошедших в экосистеме окружающей остров морской акватории.
Подобная ситуация привела к резкому ухудшению социально-экономической обстановки на острове. Уровень жизни основной массы населения существенно снизился. Лишь небольшая часть местных жителей получила работу в сфере туризма или торговли: по состоянию на 2015 год основным источником дохода 47 % населения Серангана остаётся рыболовство.
Социально-экономические проблемы Серангана получили существенный медийный резонанс на провинциальном и национальном уровне. В этих условиях местные власти делают ставку на ускорение развития туристической и коммерческой инфраструктуры на острове в расчёте на создание новых рабочих мест. Однако в силу причин финансового характера реализация проекта строительства крупного курортного комплекса затягивается.